# جین کی جو
جین کی جو (کره‌ای: 진기주؛ زادهٔ ۲۶ ژانویه ۱۹۸۹) بازیگر اهل کره جنوبی است. او با ایفای اولین نقش اصلی خود در مجموعه تلویزیونی بیا و بغلم کن به شهرت رسید و در همان سال او در مجموعه تلویزیونی مبهم و فیلم تحسین شدهٔ جنگل کوچک ایفای نقش کرده است.

## فیلم‌شناسی

### فیلم
| سال  | عنوان          | نقش         | توضیحات       | منابع       |
| ---- | -------------- | ----------- | ------------- | ----------- |
| ۲۰۱۸ | جنگل کوچک      | اون سوک     |               | [ ۳ ]       |
| ۲۰۱۸ | زن ناشناس      | هه کیونگ    | فیلم کوتاه    | [ ۴ ] [ ۵ ] |
| ۲۰۲۱ | نیمه‌شب         | کیونگ می    | انتشار تیوینگ | [ ۶ ] [ ۷ ] |
| ۲۰۲۴ | سرزمین خوشبختی | جو سون جونگ |               | [ ۸ ]       |

### مجموعه تلویزیونی
| سال       | عنوان                    | نقش                     | توضیحات                | منابع  |
| --------- | ------------------------ | ----------------------- | ---------------------- | ------ |
| ۲۰۱۵      | دوباره بیست سالگی        | پارک سونگ هیون          |                        |        |
| ۲۰۱۵      | فوران عشق                | ملکه سوهون              | ۲ قسمت                 | [ ۹ ]  |
| ۲۰۱۶      | یک پایان شاد دیگر        | آن سون سو               |                        | [ ۱۰ ] |
| ۲۰۱۶      | همسر خوب                 | سونگ هی سو              |                        | [ ۱۱ ] |
| ۲۰۱۶      | عاشقان ماه               | چه ریونگ                |                        | [ ۱۲ ] |
| ۲۰۱۷      | چهارشنبه ۳:۳۰ بعد از ظهر | سون اون وو              |                        | [ ۱۳ ] |
| ۲۰۱۸      | مبهم                     | هان جی وون              |                        | [ ۱۴ ] |
| ۲۰۱۸      | بیا و بغلم کن            | هان جه یی / گیل ناک وون |                        |        |
| ۲۰۱۹      | زندگی مخفی منشی من       | جونگ گال هی             |                        |        |
| ۲۰۲۰–۲۰۲۱ | داستان عشق خانگی         | لی بیت چه وون           |                        |        |
| ۲۰۲۲      | دیگه وقت نمایشه          | گو سول هی               |                        |        |
| ۲۰۲۲      | ستاره‌های دنباله‌دار       | کیم جین کیونگ           | حضور افتخاری (قسمت ۱۱) | [ ۱۵ ] |
| ۲۰۲۳      | اتفاقی دیدمت             | بک یون یونگ             |                        |        |
| ۲۰۲۵      | دبیرستان مخفی            | اوه سو آه               |                        |        |

### مجموعه اینترنتی
| سال  | عنوان      | نقش       | عنوان |
| ---- | ---------- | --------- | ----- |
| ۲۰۲۴ | عمو سام‌شیک | جو یو جین |       |